# Notiphila puncta
Notiphila puncta är en tvåvingeart som beskrevs av de Meijere 1911. Notiphila puncta ingår i släktet Notiphila och familjen vattenflugor. Inga underarter finns listade i Catalogue of Life.